# Der Hirsch, der sich im Wasser spiegelt

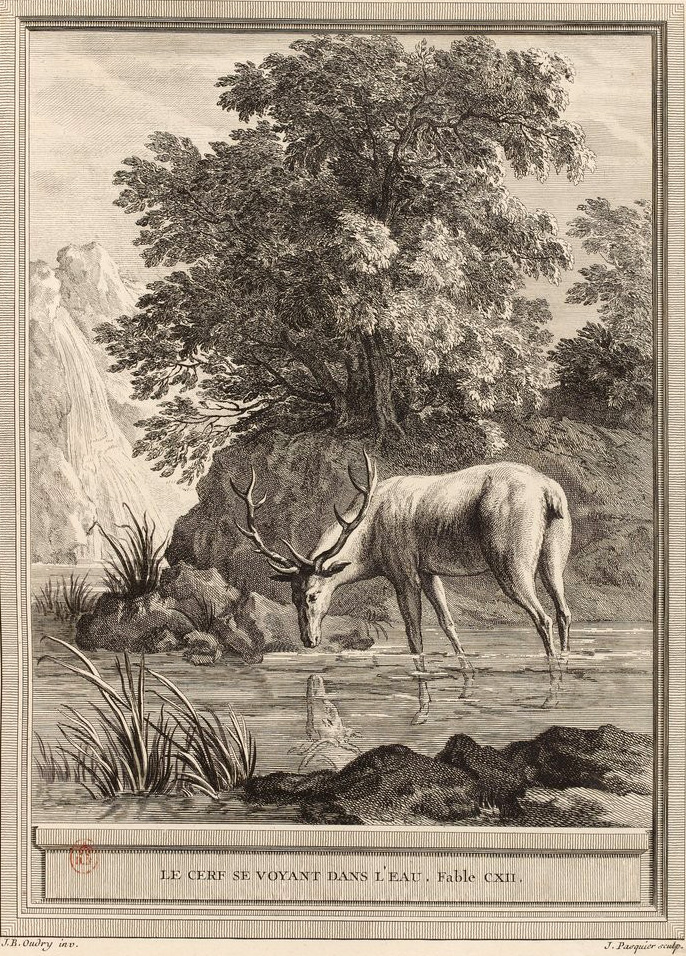
Le cerf se voyant dans l'eau

Der Hirsch, der sich im Wasser spiegelt (französisch Le Cerf se voyant dans l'eau) ist die neunte Fabel im sechsten Buch der Fabelsammlung Fables Choisies, Mises En Vers von Jean de La Fontaine.
In der Fabeldichtung stellt der Hirsch eine edlere Kreatur dar als ein Frosch oder eine Ratte und erhält eine edlere Behandlung; so bietet der Fabulist dem Hirsch – zwar mit äußerster Sparsamkeit, da nur in der ersten Zeile – einen angemessenen Rahmen: „Dans le cristal d'une fontaine, Un Cerf se mirant autrefois ...“ (deutsch: Im Kristall eines Brunnens, spiegelte sich einst ein Hirsch …). La Fontaine fügte der Handlung keine weiteren Begebenheiten hinzu, sondern versetzt den Leser unmittelbar in die Landschaft und in die Gedankenwelt des Hirsches, was anregt, die Erkenntnis des tierischen Helden zu beurteilen:
Ein Hirsch spiegelte sich im Wasser und stellte unzufrieden fest, dass sein Geweih prächtig hervorstach, während seine dünnen Läufe im Wasser fast verschwanden. Er interpretierte die visuellen Informationen falsch und wertschätzte daher das Geweih mehr als die Beine. Als er daraufhin von einem Spürhund verfolgt wurde, erkannte er, dass auf der Flucht seine flinken Beine mehr wert sind als die Schönheit eines Geweihs, das im Notfall nur hinderlich ist. Die Moral folgert, dass die visuelle Wahrnehmung nur ein relatives Wissen liefert, das gegen andere Faktoren abgewogen werden muss:
Man schätzt das Schön', 

indem wir Nützliches mißachten - 

Schönheit führt oft Gefahr herbei. 

Die Füße schmäht der Hirsch, 

die doch behend ihn machten, 

und preist sein schädliches Geweih.
Übersetzer: Ernst Dohm